# 毛蜻蜓

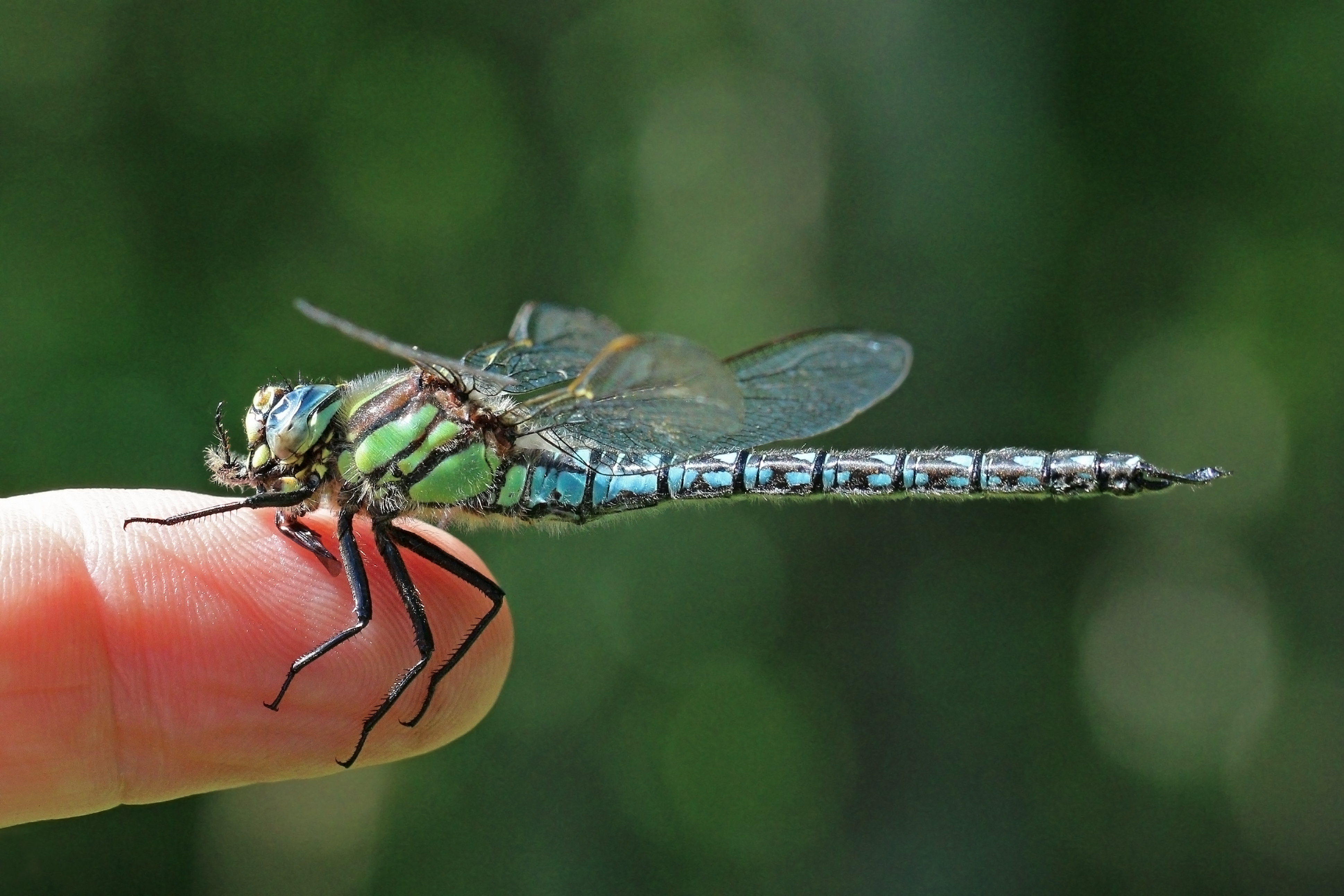

毛蜻蜓（Brachytron）是歐洲蜻蜓晏蜓科的一個單型属。毛蜻蜓生活在植被丰富的池塘、湖泊、沼泽、沟渠和运河中。毛蜻蜓以飞虫为食，而且它只在有阳光的時候在陽光下飞行。